# La Suisse lynchée par l'Amérique
La Suisse lynchée par l'Amérique. Lettre ouverte au juge fédéral américain Korman. 1998-2004 est une enquête par l'historien Marc-André Charguéraud.

## Description
Elle explique comment, cinquante ans après la fin de la Seconde Guerre mondiale, les  banques suisses furent contraintes de verser plus d'un milliard de dollars par un juge de Brooklyn, sous la menace de plaintes collectives à propos des comptes en déshérence dont le titulaire ne s'était pas manifesté depuis longtemps et de transferts de fonds depuis l'Allemagne nazie.
« Au milieu des années 1990, les principales banques helvétiques croyaient avoir fermé le dossier des comptes dormant depuis le grand conflit par un accord global gouvernemental de la fin des années 1940, et opposaient depuis une procédure formelle aux demandes des héritiers des comptes. »
« Elles allaient découvrir brutalement que ce juridisme est une protection très fragile contre des plaintes « légalement incertaines mais moralement indiscutables », cas dans lesquels la défense est d'un coût exorbitant et la décision rendue par un jury. »